# سرگی استاریکوف
سرگی استاریکوف (روسی: Серге́й Ви́кторович Ста́риков؛ زادهٔ ۴ دسامبر ۱۹۵۸) بازیکن هاکی روی یخ اهل اتحاد جماهیر شوروی سوسیالیستی بود.